# Eidographe de Wallace

Eidographe de Wallace - Schéma illustrant son principe

L´eidographe de Wallace est un instrument de dessin qui permet de reproduire une figure en l'agrandissant ou la réduisant,  en utilisant les propriétés de l'homothétie pour conserver les proportions entre le dessin original et la copie. Il a la même fonction qu'un pantographe tout en utilisant un principe différent.

## Histoire de la découverte
Durant l'été 1821, William Wallace s'intéresse aux instruments destinés à reproduire des formes. Vers la mi-juillet, il construit le prototype d'un instrument qui lui semble plus maniable que le pantographe et qu'il baptise Eidographe pour Traceur de forme. Il l'exhibe à ses visiteurs dans le but d'en répandre l'usage. Le 5 novembre 1821, il en fait une présentation à la Royal Society of Edinburgh. Les années suivantes, son instrument est utilisé par les graveurs pour dessiner les planches dans certains ouvrages comme l'encyclopædia Britannica. Le 13 janvier 1831, il fait lecture d'un exposé Account of the invention of the pantographe and a Description of the Eidograph, a copying Instrument invented by William Wallace devant la Royal Society of Edinburgh. Il y décrit son instrument et son mode d'emploi.

## Description et principe de fonctionnement
L'instrument est constitué de deux roues de même rayon fixées aux bouts d'une tige AB et entrainées dans un mouvement solidaire par une courroie. Sur la tige AB, un point C de position réglable est destiné à être le centre de rotation du dispositif. Deux tiges, solidaires des deux roues, et de longueurs réglables portent l'une le pointeur P  qui va suivre la figure à reproduire et l'autre le traceur T qui va reproduire la figure. Le dispositif est réglé de telle sorte que les tiges sont au départ parallèles. Le fait que les roues soient reliées par une courroie fait que tout pivotement de la tige AP entraine un pivotement de la tige BT conservant le parallélisme des deux tiges.
On s'arrange d'autre part pour que CA=AP et CB=BT. Un tel dispositif fait que, si le point C est fixé sur la feuille, le point T est toujours l'image du point P dans l'homothétie de centre C et de rapport  - CB/CA.
Afin de faciliter le calcul de la position du point C pour obtenir une homothétie de rapport a/b, Wallace gradue de 0 à 100 les deux moitiés IA et IB de la tige AB et indique qu'il faut placer C à la graduation {\displaystyle {\frac {100(a-b)}{a+b}}}. Les tiges solidaires des roues portent les mêmes graduations pour permettre leur réglage.